# Reichsabgabenordnung
Die Reichsabgabenordnung (RAO), entworfen von Enno Becker, wurde nach Beschluss von vorläufiger Nationalversammlung und Bundesrat am 13. Dezember 1919 verkündet. Sie diente zunächst als ein damals erforderliches Mantelgesetz zur Zusammenfassung der einzelnen Steuerregelungen im Deutschen Reich nach dem Ersten Weltkrieg. In wesentlichen Teilen gilt sie – über alle Geschichte hinweg – noch heute als auf ihr basierende Abgabenordnung in Deutschland und fachübergreifend normierende Grundlage der Besteuerung.

## Geschichte bis 1945
Im Kaiserreich vor dem Ersten Weltkrieg bestand kein einheitliches Steuerrecht, da die Steuern weitgehend den einzelnen Bundesstaaten zustanden. Das Reich verfügte neben Zöllen nur über eine kleine Zahl von Verbrauchssteuern, deren Abwicklung in den jeweiligen Steuergesetzen normiert war.
Bereits vor dem Ausbruch des Ersten Weltkriegs nahm der Finanzbedarf des Reiches enorm zu: Ein Beispiel ist die 1902 eingeführte Schaumweinsteuer („Sektsteuer“) zur Finanzierung des Aufbaus der Reichs-Kriegsmarine, die jedoch selbst nach Wegfall sämtlicher Einführungsgrundlagen auch heute noch erhoben wird.
Das Kaiserreich erhob auch in weiteren Fällen neue oder in wesentlich höherem Maße Verbrauchssteuern, so dass nach dessen Ende die Notwendigkeit bestand, die bestehenden einzelnen Steuerregelungen in einem einheitlichen Mantelgesetz zusammenzufassen.
Durch die Erzbergersche Finanz- und Steuerreform 1919/20 wurde in der Reichsabgabenordnung u. a. auch die Abschaffung der Matrikularbeiträge (also die bis dahin bestehende Finanzierung der Reichsausgaben durch Abgaben der Länder) und die Regelung von „Reichssteuern“ (also von Steuern, die ausschließlich dem Reich zustanden, und an denen die Länder nach Verteilungsschlüsseln partizipierten) eingeführt. Damit war der nunmehrige Zentralstaat nicht mehr „Kostgänger der Länder“.
Wesentliche Neuerung war weiterhin die Einführung der Finanzgerichte (der Reichsfinanzhof war bereits durch Gesetz vom 26. Juli 1918 eingeführt worden). Auch kodifizierte die RAO im 3. Teil erstmals ein einheitliches Steuerstrafrecht, welches zuvor lediglich als Anhang der jeweiligen einzelnen Steuergesetze normiert war. Es gab den Steuer- und Zollbehörden das Recht, Vergehen gegen die von ihnen verwalteten Gesetze mit Geldstrafen durch Unterwerfungsverhandlung abschließend oder durch Strafbescheid mit der Möglichkeit eines Richterentscheids zu ahnden.
Die Systematik der Reichsabgabenordnung wurde seinerzeit in der Literatur gelobt.

## Geschichte nach 1945
In Westdeutschland blieb die RAO als so genanntes „vorkonstitutionelles Recht“ weiter in Kraft und wurde erst am 1. Januar 1977 von der heutigen Abgabenordnung abgelöst, die zu großen Teilen auf ihr beruht.
In der DDR galt die Reichsabgabenordnung ebenfalls (formal) zunächst weiter, wobei „untergesetzlich“ wesentliche Bestandteile oder Institutionen, wie z. B. eine unabhängige Finanzgerichtsbarkeit, entweder ausgehöhlt oder abgeschafft wurden. Am 18. September 1970 wurde sie komplett neu gefasst und als Abgabenordnung der DDR herausgebracht.
Mit dem Einigungsvertrag wurde die Abgabenordnung der „Alt-BRD“ auch auf das Gebiet der damaligen DDR erstreckt und ein einheitliches Bundes-Steuerrecht eingeführt.